# FGFR2-abhängige Dysplasie mit gekrümmten Knochen
Die FGFR2-abhängige Dysplasie mit gekrümmten Knochen ist eine sehr seltene, oft tödlich verlaufende angeborene Knochenfehlbildung (Skelettdysplasie) mit den Hauptmerkmalen auffälliger Gesichtsveränderung (Gesichtsdysmorphie), vorzeitigem Nahtverschluss (Kraniosynostose), zu klein angelegte Schlüsselbeine und der Schambeine sowie verbogene lange Röhrenknochen. Die Ursache liegt in einer Genmutation.
Synonyme sind: Dysplasie mit gekrümmten Knochen, letale perinatale Form; englisch Bent bone dysplasia syndrome; BBDS; Bent bone dysplasia (BBD)-FGFR2 type
Die Erstbeschreibung stammt aus dem Jahre 2012 durch die US-amerikanische Ärztin Amy E. Merrill und Mitarbeiter.

## Verbreitung
Die Häufigkeit wird mit unter 1 zu 1.000.000 angegeben, die Vererbung erfolgt autosomal-dominant.

## Ursache
Der Erkrankung liegen Mutationen im FGFR2-Gen auf Chromosom 10 Genort q26.13 zugrunde, welches für den Fibroblasten-Growth-Factor-Rezeptor 2 (FGFR2) kodiert.
Dieses Gen ist an einer Vielzahl an Erkrankungen beteiligt:
- Antley-Bixler-Syndrom
- Apert-Syndrom
- Beare-Stevenson-Cutis-gyrata-Syndrom
- Crouzon-Syndrom
- Jackson-Weiss-Syndrom
- LADD-Syndrom (Lakrimo-aurikulo-dento-digitales Syndrom)[5]
- Pfeiffer-Syndrom
- Saethre-Chotzen-Syndrom

## Klinische Erscheinungen
Klinische Kriterien sind:
- Manifestation im Neugeborenen- oder Kleinkindalter
- Gesichtsauffälligkeiten mit tief ansetzenden, nach hinten rotierten Ohrmuscheln, Hypertelorismus, Hypoplasie des Mittelgesichtes, Mikrognathie
- zu großer Augapfel (Megalophthalmos)
- Kraniosynostose, verminderter Kalksalzgehalt der Schädelknochen
- Hypoplasie der Schlüsselbeine und der Schambeine
- Verbogene lange Röhrenknochen, besonders des Oberschenkelknochens

Vorzeitige Zahnentwicklung, Osteopenie, Hirsutismus, Klitorishypertrophie, Gingivahyperplasie und Hepatosplenomegalie mit extramedullärer Hämatopoese können zusätzlich auftreten.